# سارة بالفري كوك
سارة بالفري كوك (بالإنجليزية: Sarah Palfrey Cooke)‏ مواليد 18 سبتمبر 1912 في ماساتشوستس، الولايات المتحدة - الوفاة 27 فبراير 1996 في نيويورك، كانت لاعبة كرة مضرب أمريكية بدأت مسيرتها كمحترفة سنة 1947 وكانت تلعب باليد اليمنى. كما أنها إحدى بطلات الجراند سلام. أعلى تصنيف لها في الفردي كان المركز الـ 4 في سنة 1934.

## بطولات حققتها
- بطولة ويمبلدون

## النهائيات

### الفردي (الألقاب 2, الوصافة 2)
| الحصيلة | السنة | البطولة                     | المنافس في النهائي | النتيجة في النهائي |
| ------- | ----- | --------------------------- | ------------------ | ------------------ |
| الوصافة | 1934  | بطولة أمريكا المفتوحة للتنس | هيلين جاكوبز       | 1–6, 4–6           |
| الوصافة | 1935  | البطولة الأمريكية           | هيلين جاكوبز       | 2–6, 4–6           |
| الفوز   | 1941  | بطولة أمريكا المفتوحة للتنس | بولين بيتز         | 7–5, 6–2           |
| الفوز   | 1945  | البطولة الأمريكية           | بولين بيتز         | 3–6, 8–6, 6–4      |

## الخط الزمني للفردي
مفتاح
| ف | ن | ن.ن | ر.ن | د# | د.م | ل | أ.أ | ت | غ | ب | ف | ذ | م.خ | ل.ت |

(ف) فاز بالبطولة (ن) وصل النهائي (ن.ن) نصف النهائي (ر.ن) ربع النهائي (د#) الأدوار الأربعة الأولى (د.م) دور المجموعات (ل) شارك في كأس ديفيز (أ.أ) خرج من الأدوار الاولى (ت) خسر التصفيات التأهيلية (غ) غاب عن الحدث أو البطولة (ب) حصل على ميدالية برونزية (ف) حصل على ميدالية فضية (ذ) حصل على ميدالية ذهبية (م.خ) بطولة الماسترز خُفضت إلى مرتبة أقل (ل.ت) البطولة لم تعقد في السنة المعينة.
لتجنب الارتباك وازدواجية الحساب، يتم تحديث هذه المعلومات إما في نهاية البطولة، أو عندما تكون مشاركة اللاعب في البطولة قد انتهت.
| الدورة             | 1928  | 1929  | 1930  | 1931  | 1932  | 1933  | 1934  | 1935  | 1936  | 1937  | 1938  | 1939  | 1940  | 1941  | 1942  | 1943  | 1944  | 1945  | إجمالي ف/م |
| ------------------ | ----- | ----- | ----- | ----- | ----- | ----- | ----- | ----- | ----- | ----- | ----- | ----- | ----- | ----- | ----- | ----- | ----- | ----- | ---------- |
| البطولة الأسترالية | غ     | غ     | غ     | غ     | غ     | غ     | غ     | غ     | غ     | غ     | غ     | غ     | غ     | ل.ت   | ل.ت   | ل.ت   | ل.ت   | ل.ت   | 0 / 0      |
| البطولة الفرنسية   | غ     | غ     | غ     | غ     | غ     | غ     | د3    | غ     | غ     | غ     | غ     | ر.ن   | ل.ت   | R     | R     | R     | R     | غ     | 0 / 2      |
| بطولة ويمبلدون     | غ     | غ     | د2    | غ     | د4    | غ     | ر.ن   | غ     | د2    | غ     | ر.ن   | ن.ن   | ل.ت   | ل.ت   | ل.ت   | ل.ت   | ل.ت   | ل.ت   | 0 / 6      |
| البطولة الأمريكية  | د1    | د3    | د3    | د3    | د2    | ر.ن   | ن     | ن     | د1    | د1    | ن.ن   | ر.ن   | د3    | ف     | غ     | ر.ن   | غ     | ف     | 2 / 16     |
| م.ف                | 0 / 1 | 0 / 1 | 0 / 2 | 0 / 1 | 0 / 2 | 0 / 1 | 0 / 3 | 0 / 1 | 0 / 2 | 0 / 1 | 0 / 2 | 0 / 3 | 0 / 1 | 1 / 1 | 0 / 0 | 0 / 1 | 0 / 0 | 1 / 1 | 2 / 24     |

- إجمالي ف / م = إجمالي الفوز والمشاركة

## روابط خارجية
- سارة بالفري كوك على موقع قاعة مشاهير كرة المضرب الدولية (الإنجليزية)
- سارة بالفري كوك على موقع خلاصة التنس.كوم (الإنجليزية)